# Боснійсько-герцеговинська піхота
Боснійсько-герцеговинська піхота — (нім. Bosnisch-herzegowinische Infanterie) — складова частина сухопутних військ австро-угорських збройних сил у 1894-1918 рр. Національне військове формування із слов’янського мусульманського населення Боснії і Герцеговини у складі Австро-Угорщини у 1894-1918 рр.

## Історія
У 1878 р. Австро-Угорщина окупувала територію Боснії та Герцеговини з Новопазарським санджаком, які на той час були складовими Османської імперії. Того ж року під час Берлінського конгресу ці території було вирішено віддати під управління Австро-Угорщини, хоча de-jure вони лишались у складі Османської імперії. Так тривало до 1908 р., відтоді Боснія та Герцеговина стали окремою частиною Австро-Угорщини.
Процес інтеграції до держави Габсбургів передбачав також проходження боснійськими чоловіками військової служби в австро-угорській армії. Керівництвом держави було вирішено створити національні військові частини з боснійців-мусульман. Першопочатково це були роти, кількість яких постійно зростала, що призвело до реорганізації їх у батальйони (з 1885 р. - 12 батальйонів). Пізніше, у 1894 р., з них були створені чотири піхотні полки та один батальйон польових єгерів (у 1903 р. з об’єднаних рот боснійських піхотних полків). Для підкреслення національної окремішності для боснійських полків запровадили власну нумерацію (№1-4) . Під час Першої світової війни кількість полків була збільшена за рахунок мусульманського населення окупованих Австро-Угорщиною територій (Албанія).
Боснійсько-герцеговинські частини брали участь у Першій світовій війні. У 1918 р. після розпаду Австро-Угорщини також припинили своє існування.
Полковим святом полків було 7 жовтня 1908 р. (день анексії території Австро-Угорщиною) .
Полковим маршем боснійських піхотинців був твір Едуарда Вагнеса "Йдуть босняки" (нім. " Die Bosniaken Kommen ").
Бойових знамен боснійські частини не мали.
1-й та 3-й боснійські піхотні полки вважались елітними через те, що батальйони з їх складу дислокувались в столицях держави: Відні та Будапешті, відповідно.

Боснійській піхотинець, 1880-ті.
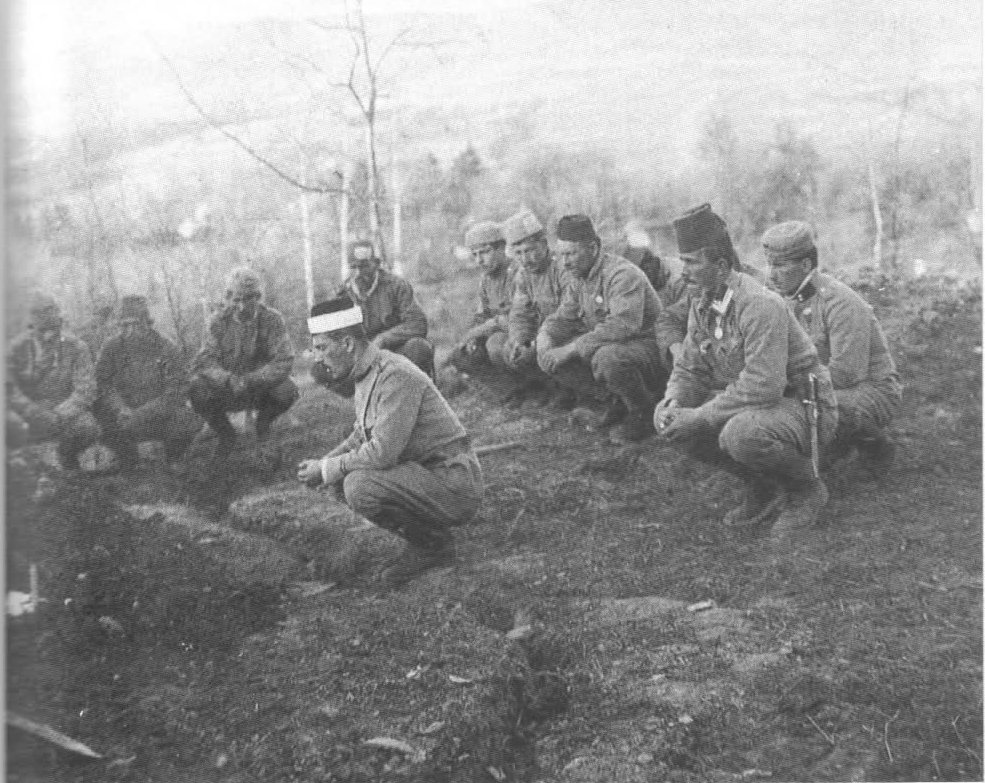
Боснійські вояки та імам на фронті (1914-1918).
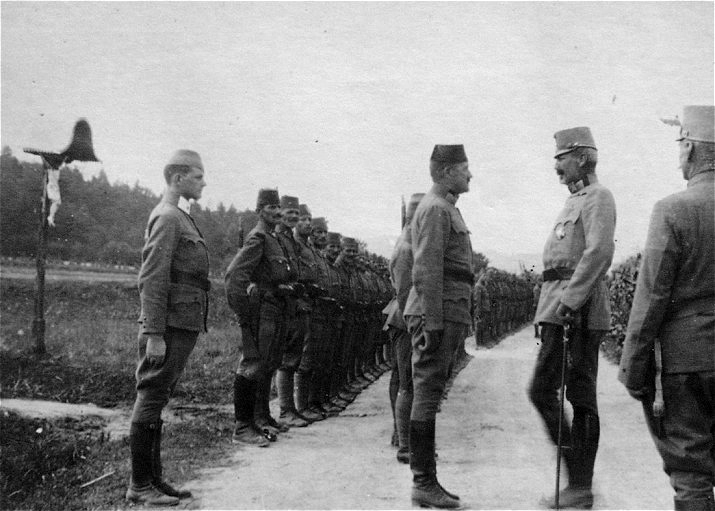
Ерцгерцог Євген оглядає шикування боснійців (1914-1918).
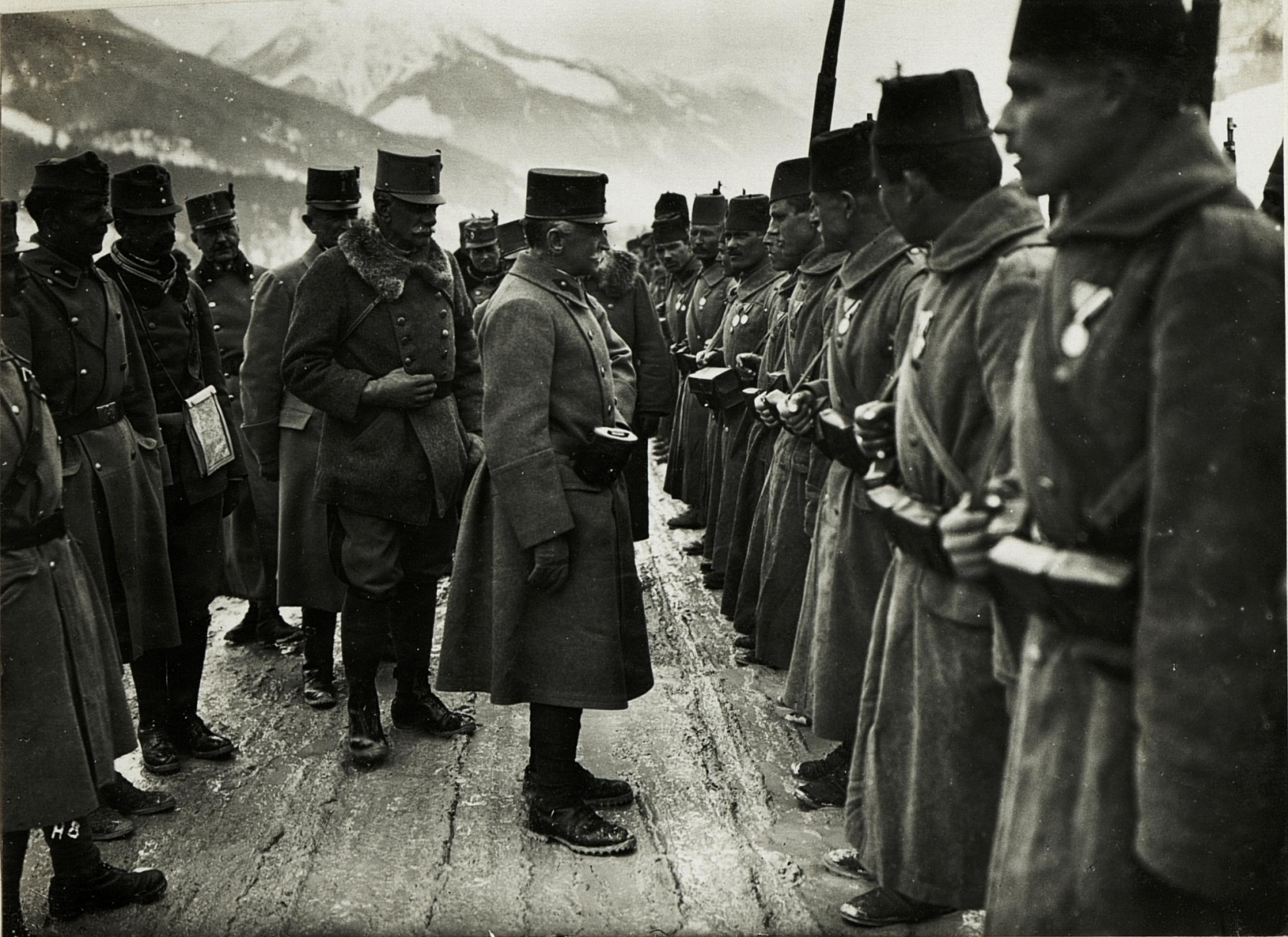
Франц Конрад фон Гетцендорф на огляді боснійськіх піхотинців у Південному Тіролі.
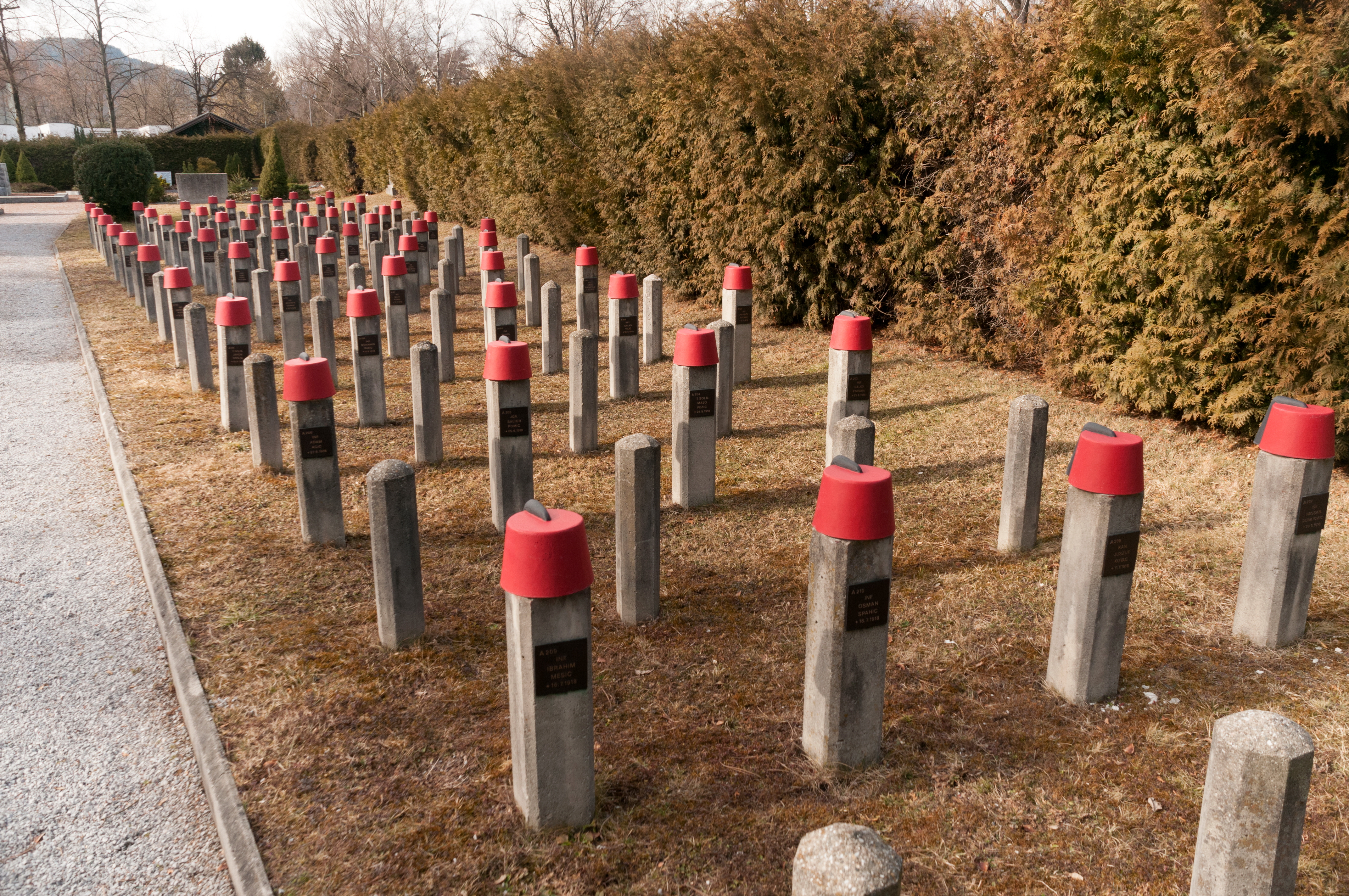
Могили загиблих у Першій світовій війні боснійськіх вояків. Інсбрук.

## Організація
У 1894 р. розпочалось формування боснійсько-герцеговинських піхотних полків з мусульманського населення окупованої території. Полки № 1-3 налічували чотири батальйони в своєму складі, а 4-й полк мав три батальйони. Офіцерами в полках були представники різних народів Австро-Угорщини. Для відправи духовних потреб в боснійських частинах було впроваджено інститут польових імамів. Станом на липень 1914 р.  організація боснійської піхоти виглядала наступним чином:

1-й Боснійсько-герцеговинський піхотний полк (нім. Bosnisch-hercegovinisches Infanterie Regiment Nr. 1) 

Округ попвнення - Сараєво. 

Рік створення - 1.01.1894. 

Дислокація: Відень, Вінер-Нойштадт. 

2-й Боснійсько-герцеговинський піхотний полк (нім. Bosnisch-hercegovinisches Infanterie Regiment Nr. 2) 

Округ попвнення - Баня-Лука. 

Рік створення - 1.01.1894. 

Дислокація: Грац, Баня-Лука. 

3-й Боснійсько-герцеговинський піхотний полк (нім. Bosnisch-hercegovinisches Infanterie Regiment Nr. 3) 

Округ попвнення - Тузла. 

Рік створення - 1.01.1894. 

Дислокація: Будапешт, Тузла. 

4-й Боснійсько-герцеговинський піхотний полк (нім. Bosnisch-hercegovinisches Infanterie Regiment Nr. 4) 

Округ попвнення - Мостар. 

Рік створення - 1.01.1894. 

Дислокація: Трієст, Мостар. 

Боснійсько-герцеговинський польовий єгерський батальйон (нім. Bosnisch-hercegovinisches Feldjägerbataillon) 

Округ попвнення - Сараєво. 

Рік створення - 1.10.1903. 

Дислокація: Брук-ан-дер-Ляйт. 

В роки Першої світової війни було створено ще 4 боснійських піхотних полки (№4-8).

## Однострій та спорядження
З’єднання боснійсько-герцеговинської піхоти мали ідентичне спорядження та однострій до піхоти спільного війська Австро-Угорщини з деякими відмінностями. Так, головним убором вояків була феска. Для повсякденного однострою - блакитного кольору, для парадного - червона з чорною китицею. Під час Першої світової війни фески почали виготовляти захисного кольору, як і решту складових мундиру. Не дивлячись на те, що це традиційний мусульманський головний убір, його носили навіть офіцери не мусульмани. Як і в решті армії на феску також могли кріпитись полкові знаки у вигляді гілочок дубу та ялини, а також пам’ятні значки. Полковим кольором боснійських полків був червоний, прикладний метал - жовтий. На ґудзиках до парадного однострою римськими цифрами було позначено номер полку. Прикладним кольором боснійського єгерського батальйону був зелений, як і у решти польових єгерів. 

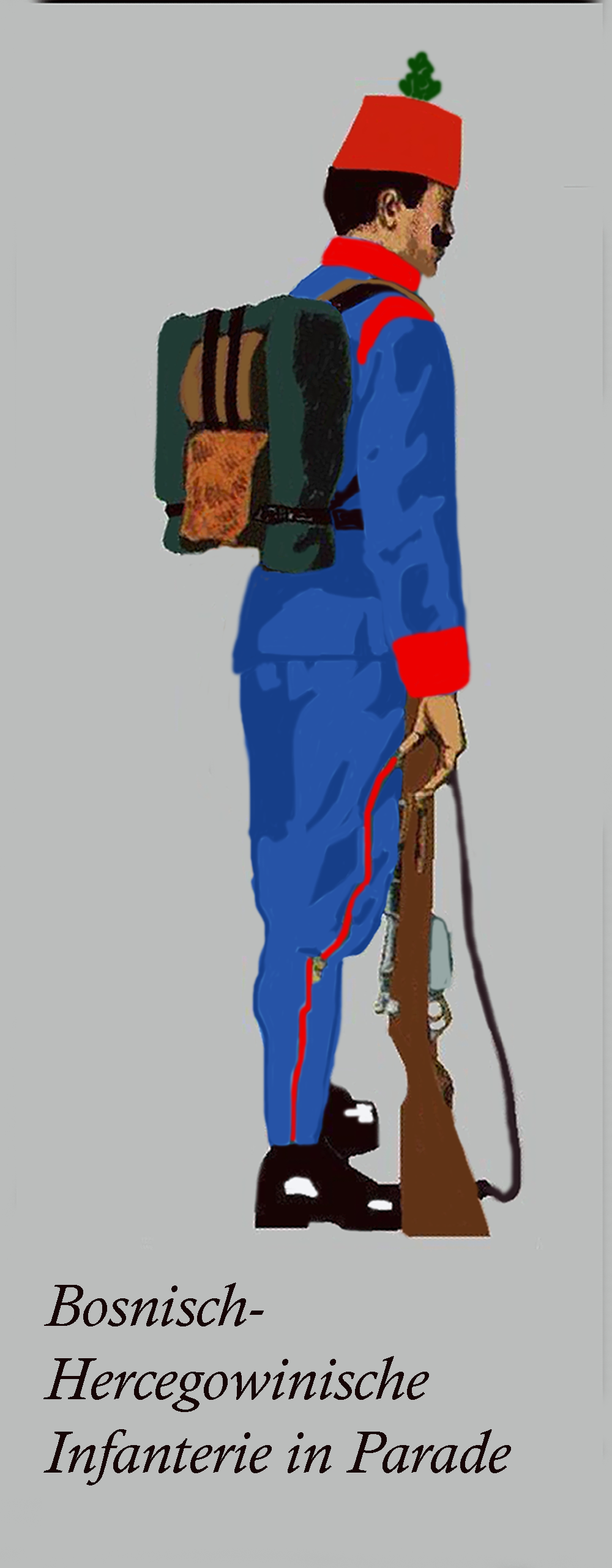
Боснійський піхотинець в парадному однострої.
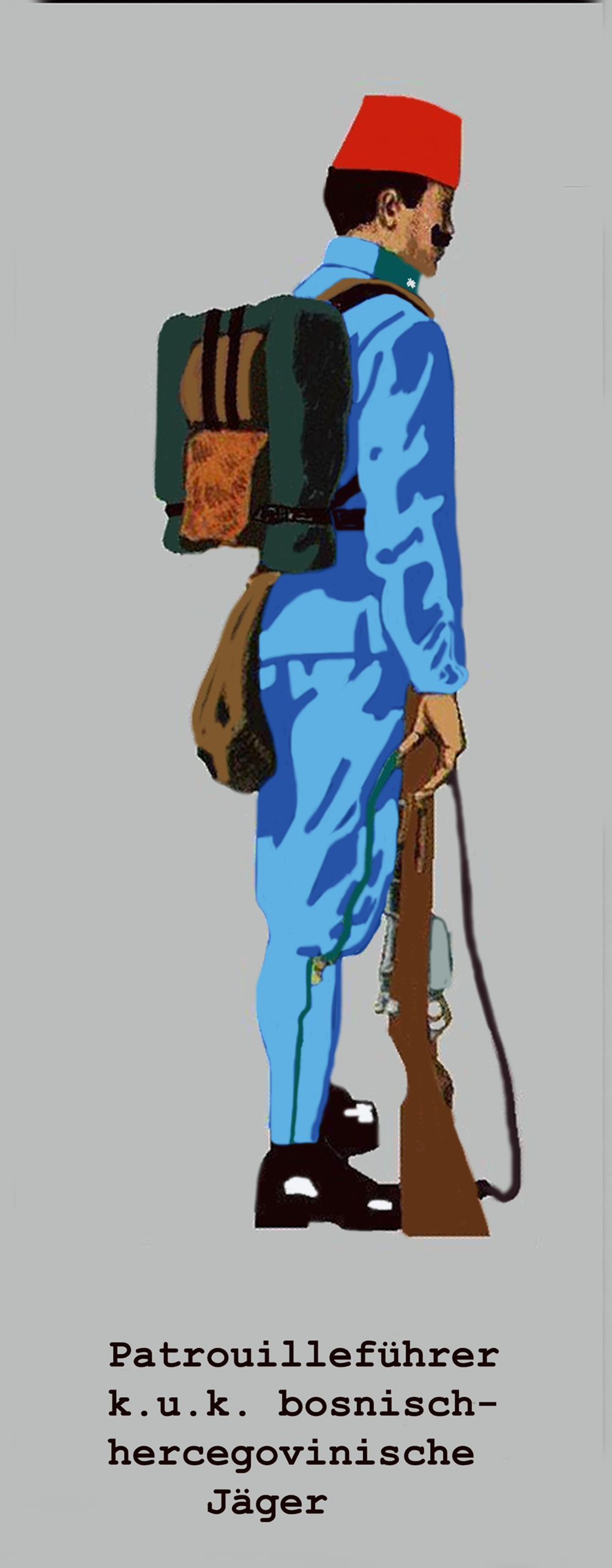
Боснійський єгер в парадному однострої.
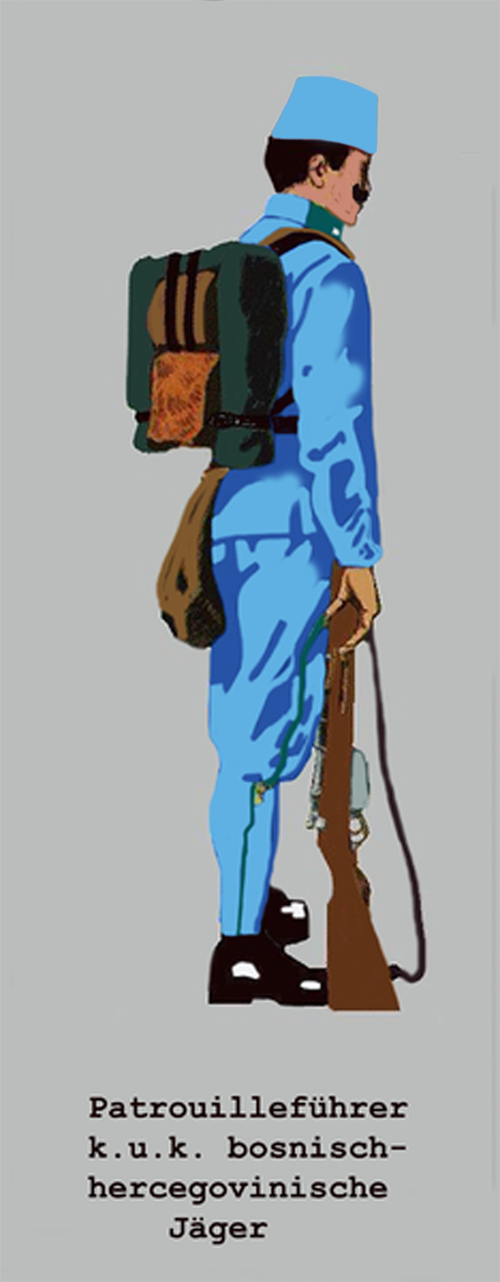
Боснійський єгер в повсякденному однострої.
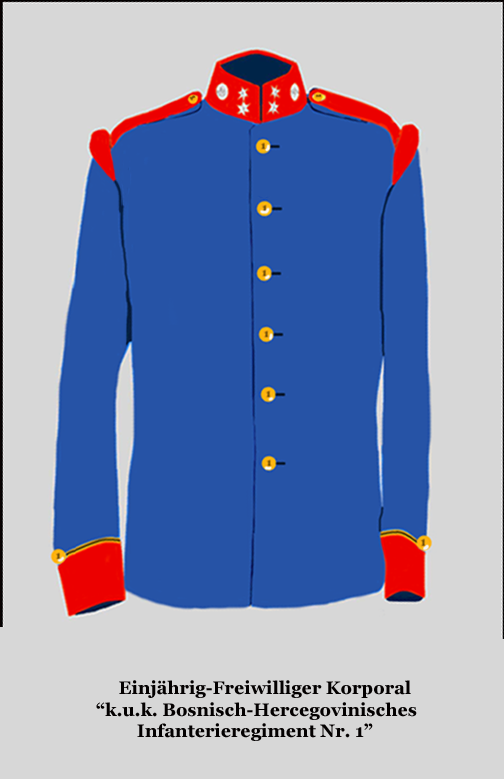
Кітель однорічного добровольця, корпораля, 1-го боснійського піхотного полку.